# Луиз (остров)

Остров Луиз (на английски: Louise Island) е третият по големина остров в архипелага Хайда Гуаи (Кралица Шарлота) край западните брегове на Канада в Тихия океан. Площта му е 275 км2, която му отрежда 18-о място сред островите на провинция Британска Колумбия и 93-то в Канада. Необитаем.
Островът се намира в източната част на архипелага, източно от остров Морсби. На север е заливът Къмшауа, а на запад протока Кармайкъл с минимална ширина едва 20 м. На 2 км на юг е по-малкия остров Талункуан. Формата му е овална, издължена от северозапад на югоизток на 22,3 км, а максималната му ширина е 19,2 км.
Бреговата линия с дължина 87 км е слабо разчленена. Покрай югоизточните и южни брегове има множество малки островчета, скали и рифове.
По-голямата част на острова е хълмиста и нископланинска с максимална височина от 1082 м (връх Маунт Карл) в централната част. Има няколко езера, най-голямото от които е езерото Мейдърс.
Климатът е умерен, морски, влажен, предпоставка за пълноводни почти през цялата година къси реки. Голяма част от острова е покрит с гъсти иглолистни гори.
На острова се намират две бивши селища – Ню Клеу (New Clew) на северното и Скиданс (Skedans) на североизточното крайбрежие, които сега са обект на туристически атракции.
Островът вероятно е открит през 1775 г. от испанския мореплавател Хуан Франсиско де ла Бодега и Куадра, а по-късно, през 1792 г. източното му крайбрежие е картирано от британски морски офицери, участници в експедицията на Джордж Ванкувър (1791-1795), които обаче не установяват, че е отделен остров от остров Морсби. В началото на 80-те години на XIX в. е открит тесния проток Кармайкъл, като по този начин е доказано островното му положение и е кръстен в чест на принцеса Луиз (1848-1939), четвърта дъщеря на кралица Виктория и женена за маркиз Джон Камбъл (1845-1914), 4-ти генерал-губернатор на Канада в периода 1878-1883 г.